# An Thạnh Trung
An Thạnh Trung is een xã in het district Chợ Mới, een van de districten in de Vietnamese provincie An Giang in de Mekong-delta.